# بروس آکرس
بروس آکرس (انگلیسی: Bruce Akers؛ زادهٔ ۲۸ فوریهٔ ۱۹۵۳) کشتی‌گیر اهل استرالیا است.